# Richard Lerch
Richard Lerch (22. května 1852 Praha – 20. listopadu 1909 Pula) byl rakousko-uherský admirál. U c. k. námořnictva sloužil od roku 1871 a vystřídal pozice na různých lodích i v námořní administraci. V závěru kariéry byl prezidentem Námořní technické kontrolní komise (1902–1903, 1905–1906), velel také několika bitevním lodím. Krátce před smrtí byl penzionován v hodnosti kontradmirála (1909).

## Životopis

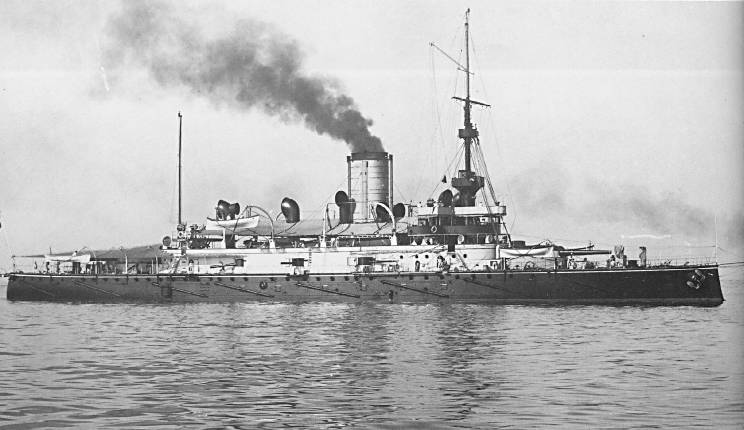
Bitevní loď SMS Budapest, vlajková loď kapitána Lercha v letech 1901–1902

Byl synem vojenského intendanta Karla Lercha. Studoval na gymnáziu ve Lvově a v letech 1867–1871 na C. k. námořní akademii v Rijece. K námořnictvu vstoupil jako kadet v roce 1871 a další průpravu získal na cvičných lodích. V roce 1874 získal hodnost praporčíka a byl navigačním důstojníkem na menších lodích, sloužil také u jednotek námořní pěchoty a u námořní základny v Terstu. Postupoval v hodnostech (poručík II. třídy 1883, poručík I. třídy 1886) a kromě služby na různých lodích střídal také pobyt na pevnině u námořních základen v Terstu a Pule. Po dobu dvou let byl přidělen k vojenskému velitelství v Zadaru (1890–1891). Jako dělostřelecký odborník vedl výcvik námořních kadetů na lodi SMS Novara (1893–1894), poté působil u Námořního technického výboru (1894–1895).
K datu 1. května 1895 byl povýšen na korvetního kapitána s přidělením ke štábu školní eskadry jako dělostřelecký důstojník. V letech 1896–1897 byl velitelem obrněné lodi SMS Tegetthoff a během řecko-turecké války se jako velitel torpédové lodi SMS Magnet zúčastnil blokády Kréty (1897). Následně byl prvním důstojníkem na křižníku SMS Kaiserin Elisabeth a ke dni 1. května 1899 byl povýšen na fregatního kapitána. V letech 1900–1901 byl ředitelem výzbroje u arzenálu v Pule a jako velitel lodi SMS Saida absolvoval v roce 1901 plavbu s kadety námořní akademie.

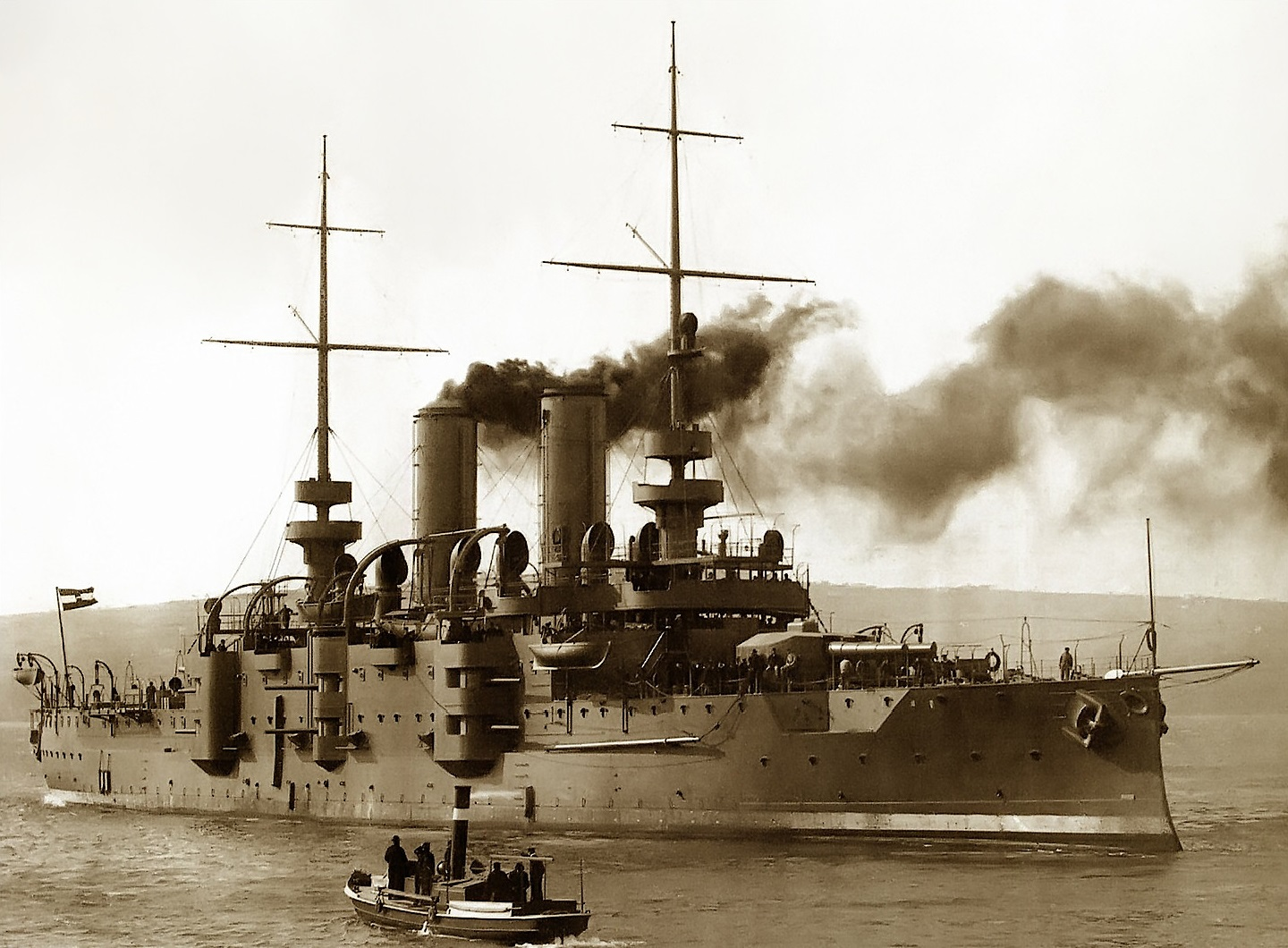
Bitevní loď SMS Babenberg, vlajková loď kapitána Lercha v roce 1903

V rámci eskadry byl v letech 1901–1902 velitelem bitevní lodi SMS Budapest a téhož roku dosáhl hodnosti kapitána řadové lodi (1. listopadu 1901). V letech 1902–1903 byl prezidentem Námořní kontrolní technické komise. Na podzim 1903 vedl zkušební jízdy na nově postavené bitevní lodi SMS Babenberg a poté byl přidělen ke sborovému námořnímu velitelství v Pule (1903–1905). Nakonec se vrátil na post prezidenta Námořní kontrolní technické komise (1905–1906), ale v prosinci 1906 byl ze zdravotních důvodů odeslán na dovolenou. K datu 1. ledna 1909 byl penzionován a při té příležitosti obdržel hodnost kontradmirála.
Krátce po odchodu do výslužby se podrobil chirurgické operaci, na jejíž následky však zemřel 20. listopadu 1909 ve věku 57 let v Pule, kde byl pohřben na námořním hřbitově.

## Rodina
V roce 1884 se v Terstu oženil s Luicí Aristotile (1859–1931), dcerou obchodníka. Z manželství se narodili tři synové a dcera Greta (1898–1964), provdaná za námořního důstojníka Hanse Falzariho. Nejstarší syn Egon (1886–1915) byl důstojníkem c. k. námořnictva, vynikl za první světové války v hodnosti poručíka I. třídy jako velitel ponorky U-12, s jejíž posádkou zahynul při najetí na minu poblíž Benátek. Jeho jméno bývá zmiňováno také v souvislosti s milostným poměrem k arcivévodkyni Alžbětě, vnučce císaře Františka Josefa. Druhorozený syn Alfred (1889–1951) byl také důstojníkem c. k. námořnictva za první světové války, po vzniku Rakouské republiky mu byla přiznána hodnost korvetního kaptána ve výslužbě s nárokem na penzi. Třetí syn Emanuel (1894–1952) sloužil též u námořnictva, v roce 1917 padl do italského zajetí a později byl veden jako major ve výslužbě u německé Luftwaffe (1940).

## Řády a vyznamenání
Během služby u námořnictva získal několik ocenění v Rakousku-Uhersku i v zahraničí.

### Rakousko-Uhersko
- Válečná medaile (1883)
- Služební odznak pro důstojníky III. třídy (1896)
- Jubilejní pamětní medaile (1898)
- Řád železné koruny III. třídy (1906)
- Vojenský jubilejní kříž (1908)

### Zahraničí
- Řád sv. Stanislava II. třídy (1899, Rusko)
- komandér Řádu sv. Mořice a Lazara (1903, Itálie)
- Námořní záslužný kříž III. třídy (1903, Španělsko)